# 日本水先人会連合会
日本水先人会連合会（にほんみずさきにんかいれんごうかい、Japan Federation of Pilots' Associations）は、水先法（昭和24年5月30日法律第121号）第55条に基づいて設立された国土交通省海事局海技課所管の特別民間法人である。全国の水先人会で構成されており、「水先人会の会員の品位を保持し、水先業務の適正かつ円滑な遂行に資するため、水先人会及びその会員の指導、連絡及び監督に関する事務を行うことを目的」としている（水先法第55条第2項）。 
1930年（昭和5年）に水先人で構成される任意団体として日本水先人協会を設立。その後、1962年（昭和37年）に日本パイロット協会と改名し、1964年（昭和39年）に社団法人化。2007年（平成19年）に水先法の改正に伴い日本パイロット協会を解散して本会を創設。

## 概要
- 所在：東京都千代田区麹町4-5　海事センタービル6階
- 会長：福永昭一
- 事業（日本水先人会連合会会則第4条）

1. 水先人の品位を保持するため、水先人会及び水先人に対し勧告又は指導を行うこと。
2. 水先業務の適正かつ円滑な遂行に関して調査研究等を行うこと。
3. 水先制度及び水先人の業務に関する広報活動を行うこと。
4. 会報を発行すること。
5. 水先人の研修に関し必要な施策を行うこと。
6. 水先人の確保に関し必要な施策を行うこと。
7. 関係行政機関に対する協力及び連絡を行うこと。
8. 前各号に掲げるもののほか、水先人会及び水先人に対する指導、連絡及び監督に関する諸施策その他本会の目的を達成するために必要な施策を実施すること。